# Platyja magnimargo
Platyja magnimargo är en fjärilsart som beskrevs av Holloway 1976. Platyja magnimargo ingår i släktet Platyja och familjen nattflyn. Inga underarter finns listade i Catalogue of Life.